# جشمة بوتي لة فراخ (تشين)
جشمة بوتي لة فراخ (بالفارسية: چشمه پوتی له فراخ) هي قرية تقع في إيران في قسم تشین الريفي. يقدر عدد سكانها بـ 71 نسمة بحسب إحصاء 2016.